# Aspidophorodon musaicum
Aspidophorodon musaicum (лат.) — вид тлей рода Aspidophorodon из подсемейства Aphidinae. Эндемики Китая.

## Описание
Мелкие насекомые. Длина около 1,7 мм. От близких видов отличается следующими признаками: тергиты брюшка с неправильными полигональными мозаичными пятнами; краевые отростки на груди и I—IV тергитах брюшка цилиндрические, длинные и заостренные; усиковые бугорки каждый с цилиндрическим отростком на внутренней вершине, отросток выше срединного лобного бугорка. Этот вид питается на нижней стороне листьев Salix. Вид был впервые описан в 2015 году по типовым материалам из Китая. Голова с тремя отростками на лбу; дорзум тела разнообразно украшен морщинками, неправильной полигональной сетчатостью, овальными или полукруглыми скульптурными линиями, мелкими сосочковидными бугорками; трубочки длинные и ложковидные, широкие в основании, слегка вздутые дистально, без фланца.